# Presidentvalet i Moldavien 2024
Årets 2024 presidentvalet i Moldavien hölls den 20 oktober samtidigt med en folkomröstning om Moldaviens EU-medlemskap. Den sittande presidenten Maia Sandu ställde upp för en andra mandatperiod.
Den andra omgången ägde rum den 3 november och stod mellan Maia Sandu och Alexandr Stoianoglo. Sandu vann med över 55% av rösterna.

## Bakgrund
I februari 2023 berättade president Sandu att Moldaviens underrättelsetjänst hade omintetgjort ett ryskt kuppförsök som syftade till att byta Moldaviens ledning till mer Ryssland-vänlig.
Moldaviens parlament godkände resolutionen om valdagen den 16 maj 2024.

## Rösträtt och kandidater
Samtliga moldaviska medborgare som är åtminstone 18 år gamla och inte har förklarats omyndiga kunde rösta i valet.
Enligt Moldaviens grundlag ska Moldaviens president vara åtminstone 40 år gammal, moldavisk medborgare, samt ha varit bosatt i landet åtminstone 10 år och kunna tala flytande rumänska. Valresultatet är giltigt om valdeltagandet är åtminstone 33 procent. För att bli invald måste en kandidat få en absolut majoritet av röster. Om detta inte händer i första omgången, blir det andra omgång mellan de två som fick mest röster i första omgången. I andra omgången vinner den kandidat som får flest röster.
Det fanns 11 kandidater i valet:
| Bild | Kandidat            | Parti              | Källa  |
| ---- | ------------------- | ------------------ | ------ |
|      | Maia Sandu          | partilös           | [ 8 ]  |
|      | Renato Usatîi       | Vårt parti         | [ 9 ]  |
|      | Tudor Ulianovschi   | partilös           | [ 10 ] |
|      | Alexandr Stoianoglo | PSRM               | [ 11 ] |
|      | Vasile Tarlev       | Moldaviens framtid | [ 12 ] |
|      | Irina Vlah          | partilös           | [ 13 ] |
|      | Ion Chicu           | PDCM               | [ 13 ] |
|      | Andrei Năstase      | partilös           | [ 14 ] |
|      | Octavian Țîcu       | ÎMPREUNĂ-allians   | [ 14 ] |
|      | Natalia Morari      | partilös           | [ 15 ] |
|      | Victoria Furtună    | partilös           | [ 15 ] |

## Resultat
| Kandidat             | I omgång  | I omgång  | II omgång | II omgång |
| Kandidat             | Röster    | Andel (%) | Röster    | Andel (%) |
| -------------------- | --------- | --------- | --------- | --------- |
| Maia Sandu           | 648 948   | 42,26     | 930 238   | 55,35     |
| Alexandr Stoianoglo  | 401 027   | 26,12     | 750 370   | 44,65     |
| Renato Usatîi        | 211 417   | 13,77     | utslagna  | utslagna  |
| Irina Vlah           | 83 071    | 5,41      | utslagna  | utslagna  |
| Victoria Furtună     | 68 682    | 4,47      | utslagna  | utslagna  |
| Vasile Tarlev        | 49 161    | 3,20      | utslagna  | utslagna  |
| Ion Chicu            | 31 715    | 2,07      | utslagna  | utslagna  |
| Octavian Țîcu        | 14 203    | 0,92      | utslagna  | utslagna  |
| Andrei Năstase       | 9896      | 0,64      | utslagna  | utslagna  |
| Natalia Morari       | 9416      | 0,61      | utslagna  | utslagna  |
| Tudor Ulianovschi    | 7977      | 0,52      | utslagna  | utslagna  |
| Godkända röster      | 1 535 513 | 1 535 513 |           |           |
| Registrerade väljare | 2 714 239 | 2 714 239 |           |           |
| Källa:               |           |           |           |           |

Valdeltagandet i den första omgången var 51,5 % och i andra 54,34 %.